# Pederastie

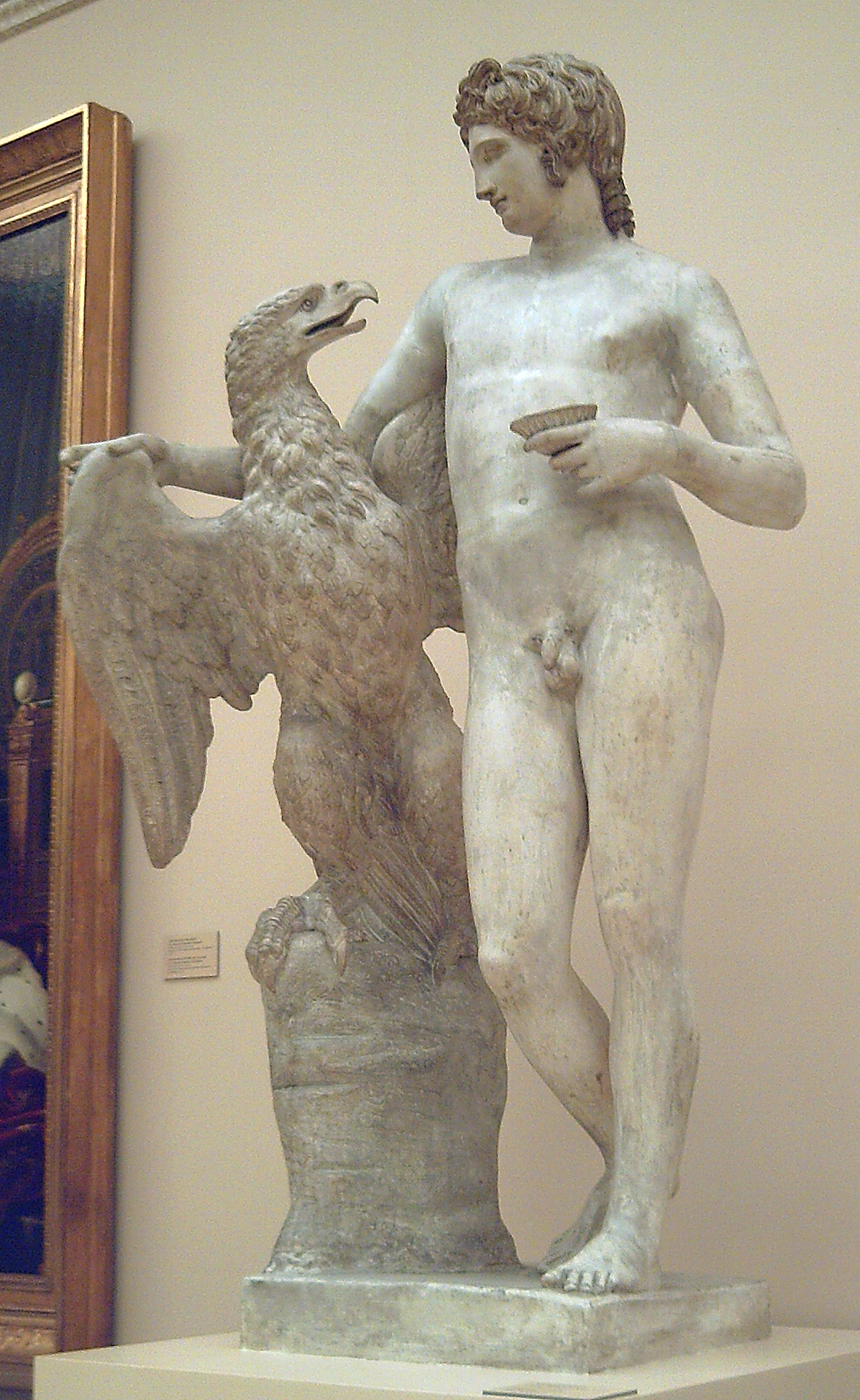
Ganymedes van José Álvarez Cubero (1804)

Pederastie is de erotische relatie tussen een volwassen man en een opgroeiende jongen. Pederastische relaties komen in zeer uiteenlopende vormen voor; ze kunnen spiritueel zijn of materialistisch, legaal of illegaal, seksueel of niet-seksueel en ze kunnen op liefde gebaseerd zijn of op commerciële overwegingen. Documentatie over pederastische relaties bestrijkt alle tijdperken van de prehistorie tot het heden.
Antropologen maken wel een onderverdeling binnen de homoseksualiteit naar verhoudingen gestructureerd naar geslacht, gelijkwaardigheid en leeftijd. De laatste categorie is de pederastie en komt in de geschiedenis het meest voor.
Pederastie wordt zowel in haar oudere als in haar moderne vorm als een ander verschijnsel beschouwd dan (homoseksuele) pedofilie. Bij onderscheid tussen deze begrippen gaat het vooral om de eerbiediging van de dominante conventies met de betrekking tot de leeftijd waarop een persoon seksuele relaties kan aangaan, alsmede om de wettelijke leeftijdsgrenzen die die conventies een juridisch kader geven.

## Historisch overzicht

### Oudheid
In de Oudheid kwam in Griekenland en het Romeinse Rijk de pederastie voor als opvoedkundige institutie, met het doel het bijbrengen van morele en culturele waarden, alsook als seksuele verstrooiing. In de vorm waarin de oude Grieken haar zich tot ideaal stelden, vormde de pederastie een (al dan niet seksuele) verhouding en een band tussen een opgroeiende jongen (een adolescent) en een volwassen man buiten diens onmiddellijk gezinsverband. Hoewel de meeste Grieken zowel relaties met vrouwen als met mannen hadden, waren er uitzonderingen op deze regel; sommigen meden de verhouding met een vrouw, anderen die met een man.
Er bestaat bronnenmateriaal over het voorkomen van overeenkomstige relaties in de cultuur van andere volkeren uit de Oudheid, zoals de Thraciërs, de Kelten en verscheidene Germaanse volkeren als de Heruli en de Taifali. Volgens Plutarchus was de gewoonte ook al lange tijd in gebruik bij de Perzen, hoewel zij die volgens Herodotus van de Grieken hadden geleerd.
Gelijktijdig met de praktijk bestond er zowel binnen als buiten de culturen waarin het voorkwam, weerstand tegen aspecten van de pederastie. Bij de Grieken heerste er in enkele steden een verbod op pederastie, terwijl er in andere steden, waaronder Sparta, mensen waren die alleen de niet-seksuele vorm toelaatbaar achtten. Evenzo wordt in de geschriften van Plato een lagere waarde toegekend aan de geslachtelijke omgang met jongens die men beminde en die omgang wordt ten slotte zelfs veroordeeld; tegelijkertijd werd de minnaar die zich beheerste en zich onthield van de geslachtelijke vervulling, verheerlijkt.
Ook de joodse en de christelijke religie veroordeelden de sodomie en dit werd later overgenomen in de islam. Met name de pederastie vormde het doelwit. In de tweede eeuw van onze jaartelling gebruikte de prediker Clemens van Alexandrië pederastie als aanklacht tegen de Griekse religie: Want uw goden onthielden zich zelfs niet van jongens. De een beminde Hylas, de ander Hyacinthus, weer een ander Pelops, nog een ander Chrysippus, een ander weer Ganymedes. En deze goden moeten uw vrouwen aanbidden!

### Christendom
De vroeg-christelijke keizers onderdrukten de pederastie fel, zoals ze dat ook deden met andere omgangsvormen waarin de Grieks-Romeinse cultuur tot uiting kwam. Dit paste in hun beleid om het christendom op te leggen als staatsreligie. Wetboeken uit de vroege periode schrijven strenge straffen voor overtreders voor. Het wetboek van de Westgotische koning Chindaswind eiste dat beide partners onverwijld moesten worden ontmand en overgedragen aan de bisschop in wiens diocees de daad was begaan, om in eenzame opsluiting in een gevangenis te worden geworpen. In Rome wachtte overtreders de brandstapel.
Van recenter datum is de pederastie in het Spanje onder de Moren, die daar veel voorkwam en in Toscane en Noord-Italië in de Renaissance. Elders kwam het gebruik voor in het pre-moderne Japan tot de Meiji-restauratie, in Mughal in India totdat dat land een Britse kolonie werd, bij de Azteken en de Maya's voordat de Spanjaarden Mexico veroverden en in China en Centraal-Azië tot het begin van de twintigste eeuw. In de islamitische wereld was spirituele pederastie ingebed in vele mystieke (Soefi-)scholen. Het gebruik leeft tot op heden voort in bepaalde delen van Afghanistan, het Midden-Oosten, Noord-Afrika en Melanesië.
Er bestaat geen grondig onderzoek naar seksuele uitdrukkingsvormen tussen volwassenen en adolescenten en sinds de jaren 1990 zijn ze vaak verward met pedofilie. Deze vormen werpen vragen op aangaande moraliteit en functionaliteit, handelingsbekwaamheid van de jeugdige partner en het ouderlijk gezag. Ze kunnen ook vragen oproepen betreffende de wet, in die gevallen waarin de minderjarige de leeftijd waarop seksuele omgang is toegestaan, nog niet bereikt heeft. Hoewel deze vormen door bijvoorbeeld filosofen uit de Oudheid gunstig werden geacht, alsook door de Japanse samurai en door moderne schrijvers als Oscar Wilde, worden ze tegenwoordig door velen afgekeurd; gesteld wordt dat zij negatieve gevolgen zouden hebben voor de psychologische ontwikkeling van de jongeman. In 1998 verscheen een studie onder auspiciën van de American Psychological Association, waarin zowel het ene als het andere standpunt wordt weersproken (Rind e.a., 1998).

## Etymologieen huidige betekenis
Het woord pederastie is afgeleid van de woorden pais (παίς) (Grieks voor jongen, jongeman, maar ook dochter, slaaf of jongere in het algemeen) en erastēs (ἐραστής) (Grieks voor minnaar). Het laat-Latijnse pæderasta uit de zestiende eeuw is rechtstreeks ontleend aan het klassiek Grieks dat Plato bezigde in het Symposion. In het Engels komt het woord voor het eerst voor in de Renaissance in de vorm pæderastie (bijvoorbeeld in Samuel Purchas' Pilgrimage) in de betekenis van seksuele relaties tussen mannen en jongens.
In het moderne academische taalgebruik wordt pederastie gebruikt als algemene term voor liefdesrelaties tussen een man en een adolescent als cultuurverschijnsel, onverschillig waar dat zich voordoet. Definities in woordenboeken van de term pederastie variëren daarentegen van moralistische omschrijvingen (met woorden als onnatuurlijk), gebaseerd op het christelijk vertoog omtrent homoseksualiteit, tot omschrijvingen die zich richten op de uitingsvorm van de seksuele handeling (soort gemeenschap, leeftijd). Van dergelijke definities is wel gezegd dat ze homofoob van aard zijn en dat ze een woord hebben gekaapt dat oorspronkelijk is ingevoerd als een beschaafde, geleerde term, bedoeld ter vervanging van onsmakelijke woorden zoals kontneuker, sodemieter of sodomiet.
Dat die definitie in het huidige algemeen taalgebruik beperkt is tot het seksuele element in zulke relaties, heeft nog twee oorzaken: enerzijds het primaat van het seksuologisch vertoog in onze eigentijdse westerse cultuur; anderzijds het verdwijnen van de pederastie als sociale institutie. Zo is pederastie in de huidige betekenis een subcategorie geworden van, zoals sommige seksuologen dat noemen, de efebofilie: waarbij een volwassene zich aangetrokken voelt tot adolescenten van welk geslacht dan ook. Deze medicalisering van het verlangen (zie voor verduidelijking van deze term het artikel over Michel Foucault) ondervindt evenwel geen algemene bijval; er bestaat ook geen enkele internationale lijst van geestelijke afwijkingen waarin deze categorieën zijn opgenomen.
Het woord heeft zijn weg gevonden naar het scheldwoordenvocabulaire van verschillende talen, waarin het vaak vrij achteloos wordt gebruikt. De Franse uitdrukking pédé is een afkorting van pédérast en wordt gebruikt als een zeer pejoratieve aanduiding van homoseksuelen, te vergelijken met het Nederlandse flikker. In de Russische straattaal mat is het woord pidoras in gebruik als krachtterm.

## Sociale klasse
In een aantal verschillende maatschappijen werden pederastierelaties geassocieerd met de hogere klassen of met klassenverschillen tussen de partners. Zo'n klassenverschil werd soms beschouwd als een factor die de relatie aannemelijker maakte: als de jongeman uit een arm gezin kwam terwijl de volwassene tot de hogere klasse behoorde, bood dit de jongen de gelegenheid in een hogere klasse terecht te komen. In andere gevallen stond het symbool voor de liefde die door haar kracht klassenverschillen kon overwinnen; zoals in het premoderne Japan, waar het bewonderenswaardig werd geacht dat hooggeplaatste minnaars toegewijde relaties aangingen met jongens van lagere komaf.
In het oude Sparta werd pederastie ter bevordering van de opvoeding door de aristocratie beoefend. In Athene was het de slaven uitdrukkelijk verboden pederastierelaties aan te gaan met de jonge vrijgeborenen. In de islamitische beschaving ten tijde van de westerse middeleeuwen werden pederastierelaties in kringen van de hogere klassen zo gemakkelijk geaccepteerd dat er vaak niet of nauwelijks werd getracht het bestaan ervan te verbergen.

## Sociale status door de tijd heen en in diverse culturen

### De klassieke wereld

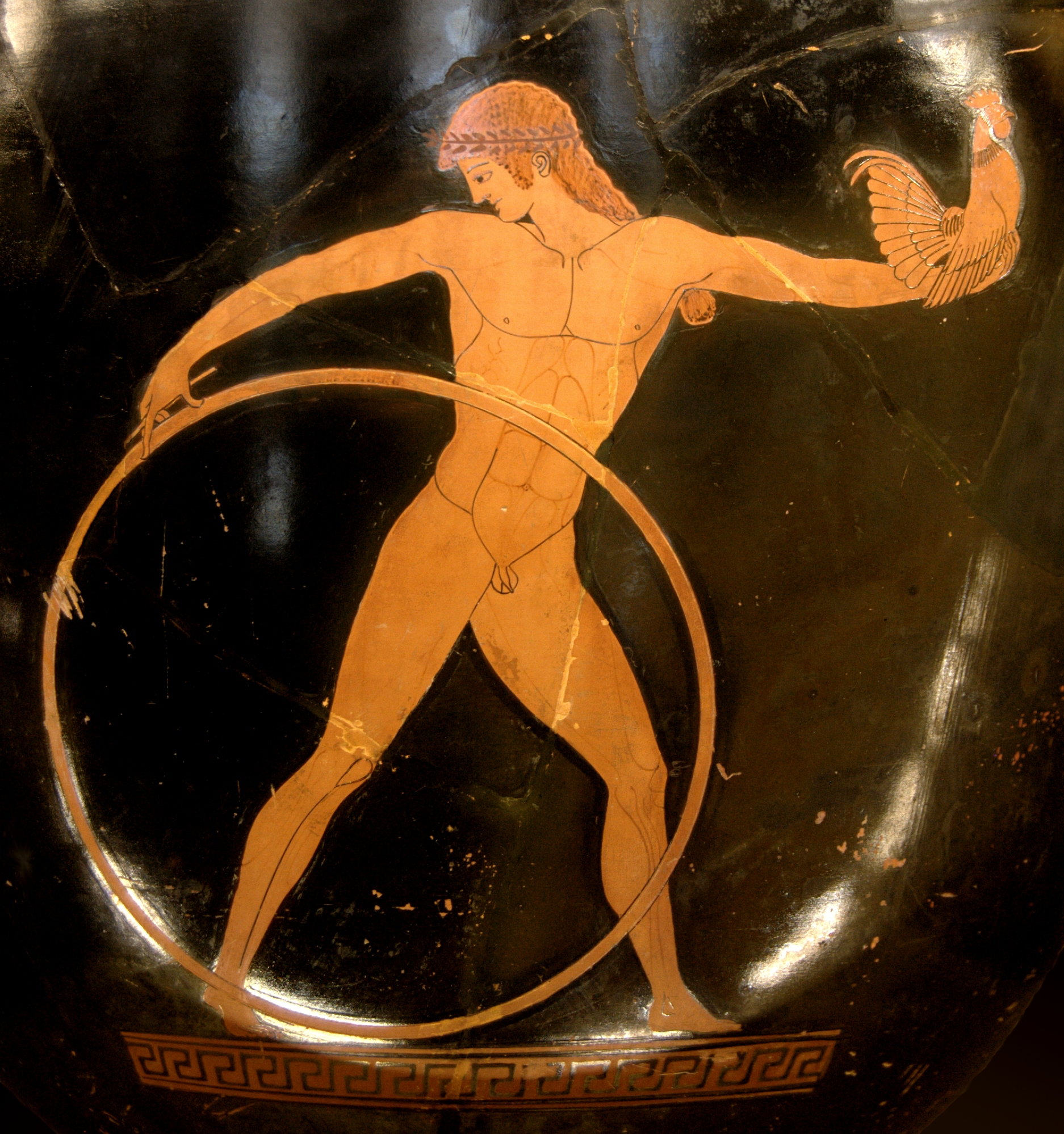
Ganymedes die een hoepel voortrolt en een haantje omhoog houdt, een liefdescadeau van Zeus (die hem op de keerzijde van de vaas achternazit)
Attische krater 500-490 voor onze jaartelling; Parijs, Louvre

#### De Grieken
De oude Grieken in de stadstaten waarin pederastie voorkwam, beschreven, bestudeerden, systematiseerden als eersten de pederastie als institutie en gaven er een status aan. Het onderwerp pederastie was voorwerp van uitgebreide analyse. Belangrijke onderwerpen van discussie vormden de volgende dilemma's:
- Is pederastie goed of verkeerd?
- In welke vorm moet pederastie worden beoefend: seksueel of niet-seksueel?
- Wat voor soort seksuele handelingen zijn legitiem?
- Is pederastie hoogwaardiger dan de liefde voor vrouwen?

Plato had als een van de eersten kritiek op de geslachtsgemeenschap in pederastierelaties en stelde daar tegenover dat de mannenliefde voor jongens niet over moest gaan in het uitoefenen van sodomie.
Pederastierelaties vormden een dualistisch mentoraat. Zo'n mentoraat werd door de staat bekrachtigd en door de religieuze structuur gewijd. Ook diende de pederastische relatie te worden goedgekeurd door de vader van de jongen. Jongens gingen zulke relaties in hun tienerjaren aan, rond dezelfde leeftijd dat Griekse meisjes werden uitgehuwelijkt. Van de mentor werd verwacht dat hij de jongeman onderrichtte of voor zijn onderwijs zorgde en dat hij hem bepaalde ceremoniële cadeaus gaf. Dikwijls bestonden die relaties in militair verband.
Pederastie was de geïdealiseerde vorm van een homo-erotiek, gestructureerd rond een leeftijdsverschil. Zoals alle maatschappelijke instituties kende deze vorm ook andere, minder idyllische uitingsvormen, zoals prostitutie of het gebruik van iemands jonge slaven.
Fysiek kon de relatievorm variëren van gehele onthouding tot geslachtsgemeenschap. Op afbeeldingen wordt de man gewoonlijk staande weergegeven, met de ene hand aan de kin van de jongen terwijl hij met de andere diens geslachtsdelen liefkoost. Bij recent onderzoek is er kunst aan het licht gekomen waarin ook wederzijdse begeerte wordt afgebeeld.
In het grootste deel van het oude Griekenland kende men pederastierelaties. De staat, zo werd gezegd, had er baat bij dat de vriendschap grenzen stelde aan de jongeman. Als die in Sparta (om een voorbeeld te nemen) een misdaad beging, werd niet hij, maar zijn minnaar gestraft. Het leger won door de praktijk aan kracht, doordat de minnaars zij aan zij streden en wedijverden om indruk te maken op de ander.
Gezegd werd ook dat een pederastisch paar door tirannen werd gevreesd, omdat de band tussen de vrienden sterker was dan de gehoorzaamheid aan de heersende tiran. Plutarchus noemt de Atheners Harmodius en Aristogeiton als voorbeeld. Anderen, zoals Aristoteles, beweerden dat sommige staten de pederastie bevorderden als middel tot geboortebeperking doordat liefde en seksuele begeerte werden omgebogen in een richting waar geen voortplanting mogelijk was. Dit aspect van de pederastie is later ook door andere culturen benut, zoals de Shivaïtische en de Melanesische.

#### De Romeinen
In de Romeinse tijd ging de status van de pederastie als ritueel onderdeel van de opvoeding goeddeels teloor; dat proces was al ingezet bij de Grieken, waar de inzichten en kennis omtrent de wereld toenamen. De Romeinen stelden de pederastie, die men beschouwde als een activiteit die primair werd gemotiveerd door seksuele begeerte, tegenover de begeerte voor een vrouw. Maatschappelijke aanvaarding van pederastierelaties nam door de eeuwen heen nu eens af, dan weer toe. Conservatieve denkers veroordeelden het als een uitspatting. Tacitus deed een aanval op de Griekse gewoonten gymnasia et otia et turpes amores (gymnasia, ledigheid en onzedelijke liefde). Bijna alle keizers gaven zich echter over aan de gelijkgeslachtelijke (meestal pederastische) liefde. Zoals Edward Gibbon het formuleerde: Claudius was de enige wiens smaak inzake de liefde geheel juist was — waarmee hij bedoelde dat Claudius de enige was die geen mannen of jongens als minnaar had.
Andere auteurs maakten zich over de pederastie op zich niet druk, maar prezen of veroordeelden de diverse aspecten ervan. Martialis schijnt er een voorkeur voor te hebben gehad en ging zelfs zo ver dat hij niet het seksueel gebruik van de jeugdige minnaar als wezenlijk afschilderde, maar veeleer het feit dat het een jongen was. Toen zijn vrouw hem in een jongen aantrof en hem harerzijds hetzelfde aanbood, was zijn weerwoord een opsomming van mythologische figuren die weliswaar gehuwd waren, maar toch jonge minnaars namen; ten slotte sloeg hij haar aanbod af omdat een vrouw alleen maar twee vagina's heeft. Bij de Romeinen bereikte de pederastie een laatste hoogtepunt ten tijde van de hellenistisch gezinde keizer Hadrianus. Zijn passie voor jongens evenaarde die van zijn voorganger Trajanus en hij werd verliefd op Antinoös, een jonge Griekse tiener; toen deze eromenos voortijdig overleed, liet Hadrianus hem tot godheid verheffen. Hij richtte zelfs Antinoöpolis, een naar Antinoös vernoemde stad op.
Het geliefde slavenkind of schandknaapje waarmee vrije mannen toen seksuele betrekkingen hadden, werd toen een delicium-kind genoemd. Overigens koesterde de meester voor zo'n schandknaapje niet alleen seksuele, maar vaak ook liefdevolle, vaderlijke gevoelens. Seksuele omgang met een vrijgeboren jongetje van stand kon absoluut niet, omdat hij later ook een machthebber moest worden.

#### Joods-Christelijk
De opkomst van het christendom leidde ertoe dat pederastie werd onderdrukt, aangezien zij een van de centrale elementen vormde in een klassiek-heidense cultuur die door de kerkvaders werd beschouwd als een hindernis bij hun bekeringsarbeid. Rechtvaardiging voor deze campagne werd ontleend aan het Oude Testament; in het boek Leviticus werd de doodstraf gesteld op een aantal vergrijpen, waaronder vleselijke gemeenschap tussen mannen. Ook een beroep op de gevestigde Israëlitische traditie diende ter rechtvaardiging van de campagne. Zelfs het spreken over pederastie werd tegengegaan: Gesprekken over verdorven daden worden terecht als vuile (obscene) taal gekenschetst — als daar zijn het praten over sodomie, pederastie en dergelijke; die gesprekken diende het zwijgen te worden opgelegd.

#### Andere plaatsen
In oude tijden was de pederastie niet het domein van de Grieken en Romeinen alleen. Athenaeus stelt in de Deipnosophistai (De gastronomen) dat ook de Kelten eraan deelnamen en in weerwil van de schoonheid hunner vrouwen toch de voorkeur gaven aan de jongensliefde. Sommigen hunner legden zich geregeld te ruste op hun dierenhuiden met aan elke zijde een minnaar. Ook andere schrijvers getuigen van pederastie onder de Kelten. (Aristoteles, Politica II 6.6; Athenaeus, XIII 603a; Strabo, IV 199; Diodorus Siculus V 32.). Er zijn moderne schrijvers die de Athenaeus zo opvatten dat de Kelten sliepen met een jongen aan iedere zijde, maar die interpretatie werd door Hubbard in twijfel getrokken; hij las het zodanig dat zij aan hun ene zij een jongen hadden, aan de andere een vrouw (Hubbard, 2003, p. 79).
De pederastie bij de Perzen en haar oorsprong was in de Oudheid onderwerp van debat. Herodotus beweerde dat zij het van de Grieken hadden geleerd: En ook alle genietingen, als zij (de Perzen) ze leren kennen, beoefenen zij, en zo dan ook gebruiken zij knapen, van de Hellenen dit geleerd hebbend. Plutarchus stelde echter dat Perzen allang voordat de culturen met elkaar in contact kwamen, jongenseunuchen op de Griekse wijze gebruikten Hoe dat ook zij, volgens Plato achtten zij het gepast de pederastie te verbieden bij de inwoners van de door hen bezette landen, want: Het past de heersers niet dat hun onderdanen er nobele gedachten op na houden, noch dat zij de hechte vriendschappen en banden sluiten welke door deze activiteiten, in het bijzonder door de liefde, veelal worden voortgebracht.

### Na de oudheid; moderne vormen
Bronnen voor pederastische praktijken (of die nu een voortzetting vormden van de gebruiken in het Middellandse Zeegebied, of onafhankelijke inheemse gebruiken waren, zoals in China en Japan) vertonen een aanzienlijke uitbreiding. Dit is te danken aan het feit dat recenter literair en historisch materiaal beter bewaard is gebleven. Vóór de twintigste eeuw vormden relaties met een min of meer pederastisch element erin het gewone patroon in de gelijkgeslachtelijke liefde tussen mannen.

#### West-Europa

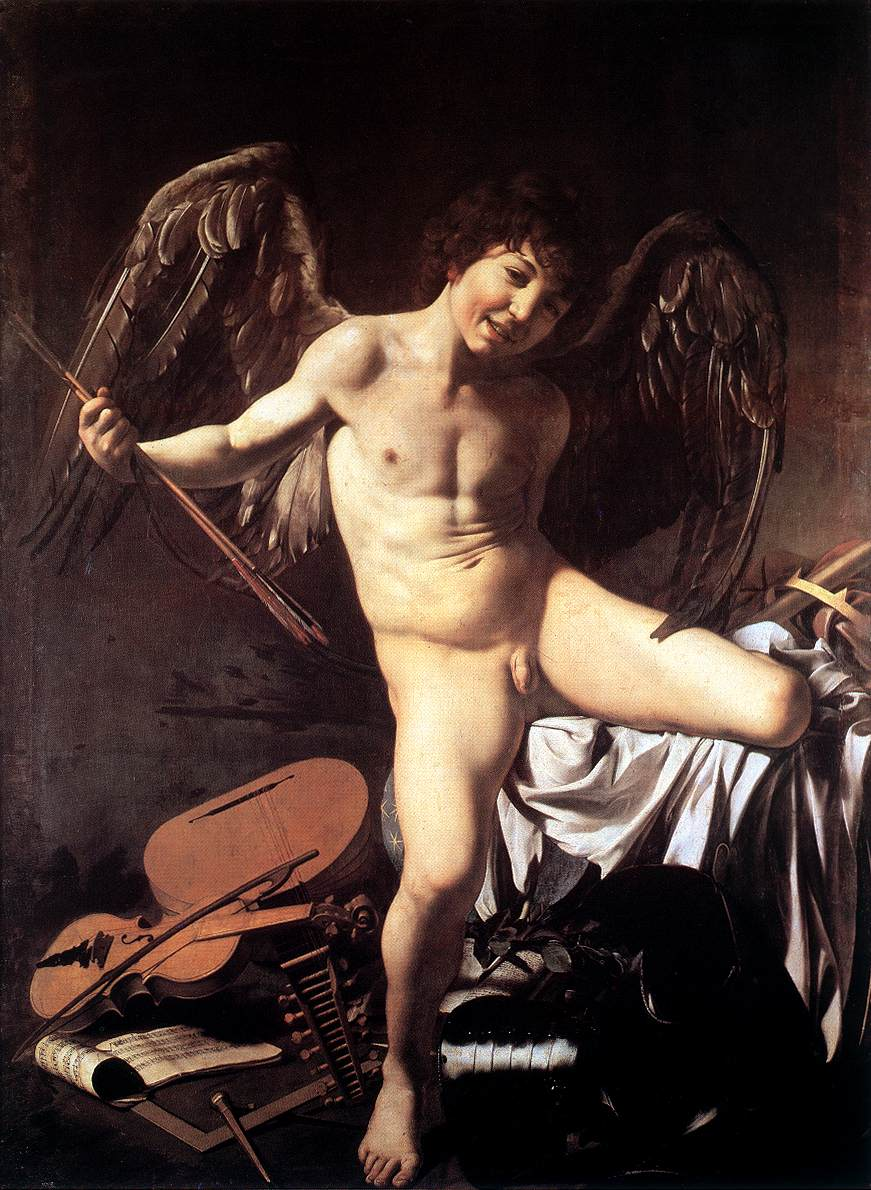
Amor Vincit Omnia (liefde overwint alles)
Caravaggio, 1602 - 1603; olie op doek; Staatliche Museen, Berlijn
Geschilderd voor een opdrachtgever die het werk toedekte en het alleen aan bepaalde bezoekers toonde. Eros in de gedaante van een wulps jongetje zegeviert over alle menselijke inspanning: de oorlog, de wetenschap, de muziek en de staatsinrichting

De pederastische eros vormt de bron voor een aantal maatschappelijke, kunstzinnige en letterkundige hoogtepunten in de Westerse wereld. Door de herontdekking van de oude wereld vielen zulke relaties in de Renaissance in vruchtbare aarde. Grootheden uit die tijd, die romantische banden met jongeren hadden, waren onder meer Théophile de Viau, Marsilio Ficino, Benvenuto Cellini, Caravaggio, Leonardo da Vinci en Michelangelo.
Een filosofische (maar wellicht niet serieus bedoelde) verdediging van het gebruik schreef Antonio Rocco in zijn beruchte L'Alcibiade, fanciullo a scola (Alcibiades de schooljongen). Dit is een beredeneerde pennenstrijd waarin een schoolmeester allengs de bezwaren van zijn knappe leerling tegen vleselijke omgang overwint. Tezelfdertijd echter stelde de Rooms-Katholieke Kerk door middel van de rechtbanken van de inquisitie en de burgerlijke rechtspraak alles in het werk om het bederf der sodomie, zoals zij het beschouwde, te bestrijden. Mannen werden beboet of gevangengezet, jongens gegeseld. De strengste straffen, zoals de brandstapel, bleven gewoonlijk beperkt tot misdaden tegen zeer jeugdigen en tot gewelddaden.
In de renaissance was vooral Florence beroemd om het veelvuldig voorkomen van pederastie. Deze was zo wijdverbreid dat de stad in 1432 Ufficiali di Notte (ambtenaren van de nacht) aanstelde om de pederastie uit te roeien. Tussen dat jaar en 1502 overtrof het aantal van sodomie beschuldigde mannen de 17.000, waarvan er 3000 werden veroordeeld. Hoe veelvuldig de pederastie wel voorkwam in het renaissancistische Florence, komt wellicht het beste tot uitdrukking in het feit dat de Duitsers het woord Florenzer gebruikten voor pederast. Van hun kant merkten de Italianen op in welke richting de smaak van hun bezoekers ging; en zo spraken de Neapolitanen van il vizio inglese, de Engelse ondeugd (R. F. Burton, Terminal Essay). De Engelsen lieten zich niet kennen en weten het vermeende bederf aan de Fransen en de Italianen; Jonathan Swift veronderstelde in zijn satire A Tale of a Tub een grote academie met allereerst een grote pederastenschool met Franse en Italiaanse onderwijzers.
In Engeland waren het onder andere de sonnetten van William Shakespeare en de poëzie van Christopher Marlowe die de religieuze voorschriften trotseerden, te koop liepen met de liefde voor mooie jongens en hun androgyne schoonheid verheerlijkten. Bij Shakespeare, en wellicht ook bij anderen, zou een van de jongensacteurs het voorwerp van die hartstocht zijn geweest. Deze acteurs waren jongeren die op het toneel alle vrouwenrollen speelden.
Anderzijds werd de pederastische liefde soms verwerkt door kunstenaars die niet zelf als pederast bekendstonden, zoals Johann Sebastian Bach in het wijsje van Apollon gewijd aan de jonge Hyacinthus uit de wereldlijke cantate Geschwinde, ihr wirbelnden Winde (Der Streit zwischen Phoebus und Pan), BWV 201. Vaak werd door kunstenaars de pederastie in een ongunstig daglicht gesteld. Dit geldt onder meer voor Rembrandt, wiens Aanranding van Ganymedes de jongensliefde hekelt, van de jongeman een gillende dreumes maakt die van angst zijn water laat lopen en van de volwassen minnaar een roofvogel.
In de 19e eeuw deed de geleidelijke herontdekking van plaatsen uit de Oudheid in Griekenland in Italië, de belangstelling aan voor deze oude beschavingen. Het was een nieuwe belangstelling, bijna hysterisch van aard, vooral in Engeland en Duitsland. En zo kwamen pederastierelaties opnieuw in de mode in leven en werk van kunstenaars, bijvoorbeeld in de poëzie (Lord Byron, Johann Wolfgang von Goethe, Walt Whitman, Paul Verlaine) en andere literatuur (Oscar Wilde, Jules Verne), de schilderkunst (Henry Scott Tuke) en de fotografie (Wilhelm von Gloeden). De meest opvallende groep pederastische auteurs waren in het19e-eeuwse Engeland de Uraniërs.
Toenemende erkenning van de pederastie als wijdverbreid gebruik, gecombineerd met een diepgeworteld onbehagen over gelijkgeslachtelijke relaties, leidde ertoe dat sommige Noord-Europese auteurs de pederastische neigingen gingen toeschrijven aan de bevolking van zuidelijker streken. Richard Francis Burton ontwikkelde zijn theorie van de sotadische zone, een gebied dat ruwweg werd begrensd door de 43e en de 30e breedtegraad van het noordelijk halfrond en zich uitstrekte van de westelijke kusten van de Middellandse Zee tot aan de Grote Oceaan. Evenzo stelde Wilhelm Kroll in Real-Encyclopädie der classischen Altertumswissenschaft (1906): De wortels der pederastie vindt men in de eerste plaats in het bestaan van een tegendraads seksueel gevoel, dat waarschijnlijk meer voorkomt in zuidelijke streken dan in landen met een gematigd klimaat.
Het einde van de negentiende eeuw stond in het teken van de zaak-Oscar Wilde, die als eerste voor een groot publiek opkwam voor the love that dare not speak its name, ofwel homoseksualiteit. In zijn proces kwamen verschillende adolescente homoseksuele prostitués aan bod. Korte tijd later barstten er andere pederastieschandalen los, zoals dat rond de Duitse industrieel Friedrich Alfred Krupp, dat tot zijn zelfmoord leidde. Evenzo veroordeelde de Duitse politiek filosoof Friedrich Engels de oude Grieken om de gruwel van de sodomie en omdat zij hun goden en zichzelf met de mythe van Ganymedes te grabbel zouden hebben gegooid. Engels, die nauw samenwerkte met Karl Marx, schreef dit in zijn De oorsprong van het gezin, van de particuliere eigendom en van de staat, een werk dat zijn stempel zou drukken op de evolutie van de communistische houding tegenover de gelijkgeslachtelijke liefde.
Ook de Wandervogel-jongerenbond, ontstaan in 1896, het Duitse equivalent van de padvindersbeweging, die echter werd gekenmerkt door een romantischer opvatting van de natuur, bleef door deze strijd niet onberoerd. Onder invloed van het gedachtegoed van onder meer de pedagoog Gustav Wyneken en de filosoof Hans Blüher ontstond er in de Wandervogel-beweging discussie over homo-erotiek, al werd ervan uitgegaan dat dit soort genegenheid op overwegend niet-seksuele wijze werd uitgedrukt.
In Frankrijk is pederast, meestal afgekort tot PéDé een veel gebruikt synoniem en scheldwoord voor mannelijk homoseksueel. De daardoor ontstane begripsverwarring leidt ertoe dat in discussies de gelijkgeslachtelijke liefde wordt verward met de liefde van een man voor een knaap.

#### China

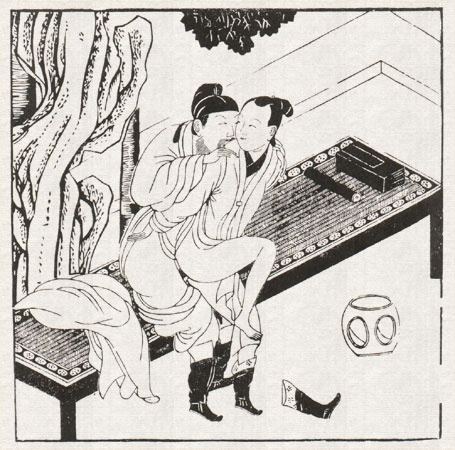
De manier der academici
uit Hua Ying Chin Chen (gevarieerde posities uit de bloemenstrijd) China, Ming-dynastie (1368–1644)

In het tiende-eeuwse China bestonden mannelijke paren die elkaar het hof maakten, uit de oudere qì xiōng (契兄) en de jongere qì dì (契弟) (deze termen betekenen letterlijk: gezworen oudere en jongere broeder. Het is in de Chinese cultuur heel gebruikelijk om vele soorten verbintenissen op te vatten als fictieve familierelaties). Jongenshuwelijken, die een vastgestelde tijd duurden, waarna de jongere partner een vrouw zocht (daarbij vaak geholpen door de oudere partner), schijnen in pre-moderne tijden tot de cultuur van de provincie Fujian te hebben behoord.
De huwelijken zouden door beide families op traditionele wijze zijn gevierd en daarbij hoorde het ritueel van de negen kopjes thee. Doordat deze pederastische relaties in Fujian, waar ze zelfs onder de bescherming van een god, Hu Tianbao, stonden, zo populair waren, werd de zuidelijke gewoonte een van de eufemismen die China kende voor de gelijkgeslachtelijke liefde. De seksuele belangstelling van mannen voor jongens vond ook haar weerslag in de prostitutie, zodat nog in het begin van de 20e eeuw jonge mannelijke prostituees meer geld verdienden dan hun vrouwelijke collega's.

#### Japan

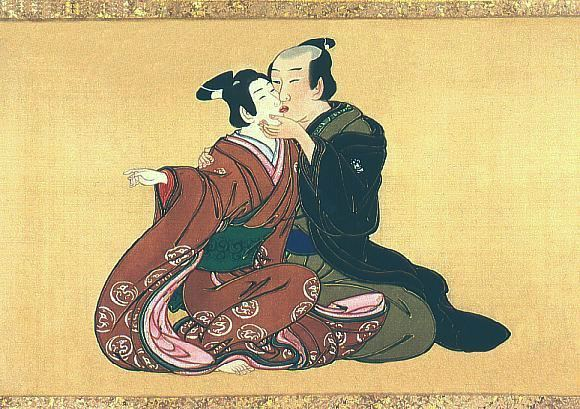
Afspraak tussen een man en een jongen
Miyagawa Isshō, ca. 1750; Paneel uit een reeks van tien op een handrol geschilderd in shunga-stijl (kakemono-e) op zijde. Privébezit

In Japan was het gebruik van de shudō (衆道) (manier der jongeren) een nauwkeurige afspiegeling van de Europese pederastie. Het kwam vanaf de middeleeuwse periode veelvuldig voor in de religieuze gemeenschap en de samoeraimaatschappij en drong uiteindelijk door in de gehele maatschappij. Aan het eind van de 19e eeuw raakte het uit de gunst, een ontwikkeling die samenviel met de toename van de Europese invloed.
Volgens de overlevering was Kukai, ook bekend als Kōbō-Daishi, de stichter van dit gebruik. Hij legde ook de grondslag voor de Shingon-school van het boeddhisme en beweerd wordt dat hij de leerstellingen van de mannenliefde samen met die van de Boeddha meebracht uit China. Vaak gingen monniken liefdesrelaties aan met mooie jongemannen, aangeduid als chigo, en die relaties werden beschreven in literaire werken, de chigo monogatari.
Het trof de eerste bezoekers uit Europa hoe open en alomtegenwoordig zulke relaties waren. De Portugese Jezuïet Alessandro Valegnani merkte in 1591 op dat de jongelieden en hun partners de zaak, die zij niet als ernstig beschouwen, niet verbergen. Zij scheppen er zelfs een eer in en spreken er openlijk over. Dat wil zeggen dat de doctrine der bonzes dit niet alleen niet als slecht beschouwt, maar dat zij zelve zich aan deze gewoonte overgeven en haar als volkomen natuurlijk en zelfs deugdzaam beschouwen.

#### Korea
Een van de eerste gevallen waarin de aantrekkingskracht van jongens voor mannen in Korea wordt genoemd, is dat van Gongmin van Gorjeo, van 1351 tot 1374 de 31e koning uit de Gorjeo-dynastie, die erom bekendstond dat hij bij voorkeur verliefd werd op jonge jongens. Na de dood van zijn vrouw in 1365 zou hij zijn tijd door hebben gebracht met het beoefenen van het boeddhisme en met jongensrelaties en hij zette een organisatie op om hen te rekruteren.
Paul Michaut, een Franse arts, beschreef Korea in 1893 als een land waar de pederastie algemeen ingang heeft gevonden; zij is onderdeel van de zeden en wordt openlijk in praktijk gebracht, op straat, zonder de minste afkeuring. Hij bracht het veelvuldig voorkomen ervan in verband met syfilis, die ook algemeen voorkwam: de onbesmette personen vormen een uitzondering.

#### Australazië
In Melanesië maakten vele inheemse culturen gebruik van bevruchtingsriten van jongens als integraal onderdeel van de volwassenwordingsrituelen die duurden van het midden tot het einde der kindertijd; dit is gedocumenteerd in de geschriften van Gilbert Herdt. In Papoea-Nieuw-Guinea en nabijgelegen eilanden huldigde zo'n 20 % van de stammen (een getal dat afnam naarmate contacten met westerse zeden toenamen) nog aan het einde van de 20e eeuw de opvatting dat sperma wezenlijk is voor mannelijkheid en een bron van kracht vormt en dat het zich niet spontaan vormt, maar moet worden ingebracht. Een door de vader gekozen mentor, liefst de jong-volwassen broer van de moeder, heeft dan ook de taak om het sperma in het lichaam van hun prepuberale zoon te planten. Dit maakt onderdeel uit van de uitgebreide inwijdingsriten.
De mentor heeft ook de taak om de jongen op te leiden en om toe te zien op een juiste intrede in de mannelijke volwassenheid. Zij slapen en werken samen totdat de jongen gerijpt is. Van mannen die een eerste of tweede kind hebben, wordt verwacht dat zij de mentorfunctie overdragen aan jongere volwassenen. Ongeregelde ontmoetingen tussen jongens en mannen worden ook geaccepteerd, maar de jongen moet de ontvangende partij zijn, wil zijn groei niet worden geschaad. Aldus doorloopt de Melanesische man een seksuele cyclus die begint met homoseksualiteit, door een fase van biseksualiteit gaat en eindigt met heteroseksualiteit.

#### De islamitische wereld

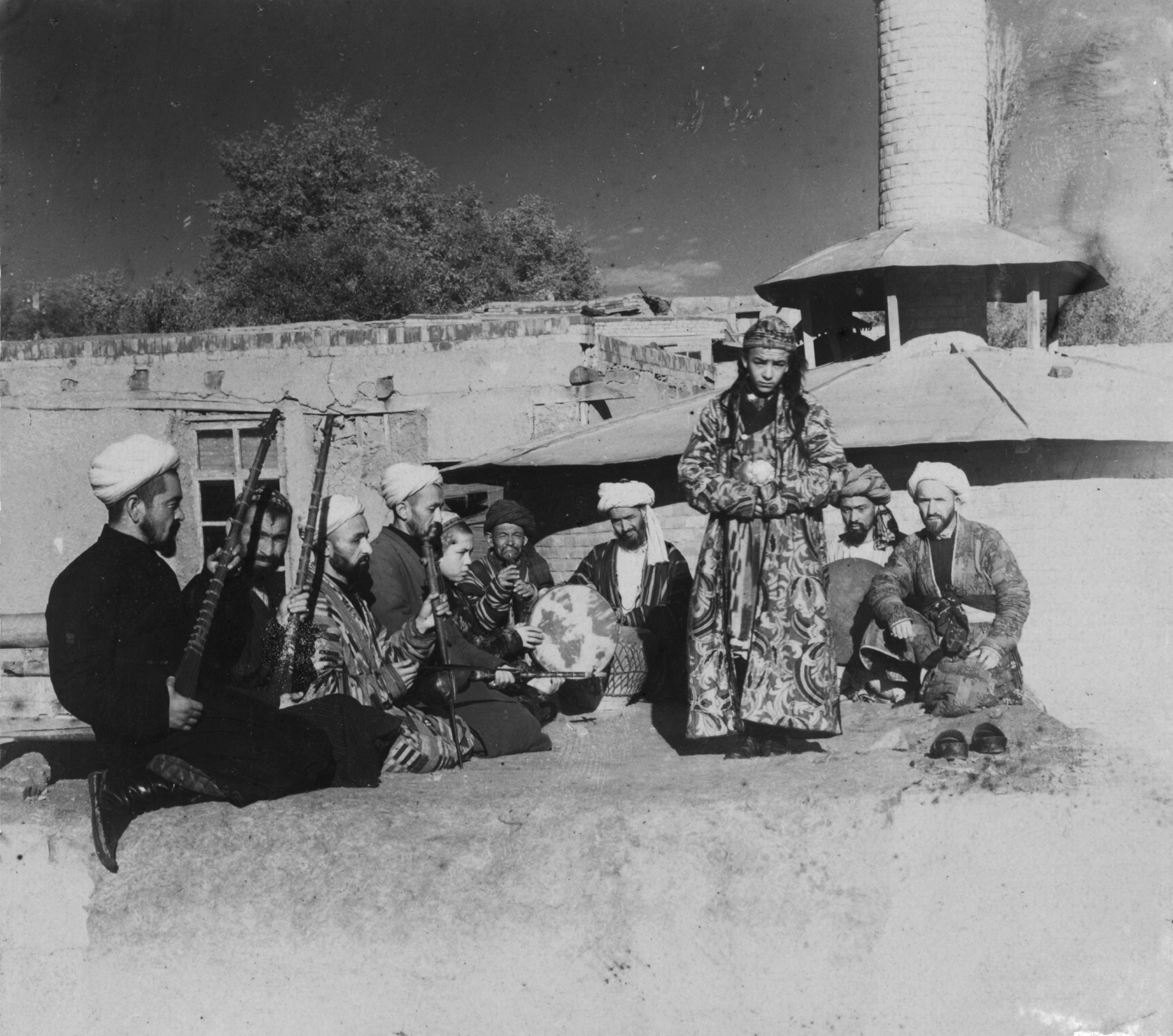
Jongen in Samarkand die danst als Bacha bazi
(foto ca. 1905 – 1915)

Gedurende een periode die begon in de 9e en eindigde in het midden van de 19e eeuw waren pederastierelaties, poëzie, kunst en vergeestelijking prominent en veelvuldig aanwezig in de Islamitische cultuur, van het Moorse Spanje tot Noord-India. Deze pederastie varieerde in vorm van de kuise en spirituele aanbidding van mooie jongens enerzijds, tot het andere uiterste waarbij met kracht en geweld onwillige jongens werden gebruikt. Hoewel sodomie als een ernstige zonde werd beschouwd, gold dit niet voor andere aspecten van de gelijkgeslachtelijke relatie, maar ze waren wel in verschillende mate problematisch, afhankelijk van tijd en plaats.
Ogenschijnlijk viel de praktijk samen met de opkomst van de islam en dit heeft ertoe geleid dat geschiedkundigen de mogelijkheid opperen dat er een verband is met de beschermende houding van de islam tegenover vrouwen, die aan het openbare leven niet deelnamen; ook was er een tendens in de islamitische wetgeving om activiteiten in het domein van privé-gedrag toe te staan als zij toch zouden plaatsvinden, zolang zij althans de openbare orde niet verstoorden.
In kunst en letterkunde kwam tot uiting hoezeer men geboeid was door de liefde in het algemeen en door mooie jongens in het bijzonder. De minnaar werd gezien als martelaar en held. Zijn verlangen, dat bekendstond als isjq, werd vereerd als waanzinnig, onredelijk, extatisch, onverzadigbaar, zelfs met de dood ten gevolge. Een Arabisch gezegde gaat als volgt: de isjq is een vuur dat alles verbrandt behalve het object der liefde.
In de Mughalperiode waren er sterke pederastische invloeden in de regering, de kunsten en de letteren. Een geliefd middel was poëzie in de gazal-vorm, die werd geschreven door dichters als Mir Taqi Mir.
In Centraal-Azië zou de praktijk lange tijd wijdverbreid geweest en pederastie is ook nu nog onderdeel van de cultuur. Hoewel ze niet meer algemeen voorkomen, zijn er nog wel jongenshuwelijken. Tijdens de nasleep van de Amerikaans-Afghaanse Oorlog brachten westerse massamedia spottende berichten over relatiepatronen tussen volwassenen en adolescenten, opgetekend in Kandahar in Afghanistan. Van deze verslagen is echter gezegd dat zij politieke beïnvloeding meer belang toekenden dan preciezer, informatiever verslaggeving en dat zij blijk gaven van etnocentrische vooringenomenheid.
Naast relaties die het pederastisch model volgden, is er bericht over gevallen van seksueel geweld van mannen tegen jongens — in dit geval als onderdeel van het gebruik van kinderen door het leger. In de noordelijke, Turks sprekende gebieden, waren de entertainers die bekendstaan als bacchá een manifestatie van de pederastische traditie. Bacha bazi is een Turks-Oezbeekse term die etymologisch verwant is met het Perzische batsjtsjeh, jongen of kind en soms de connotatie lustknaap heeft.

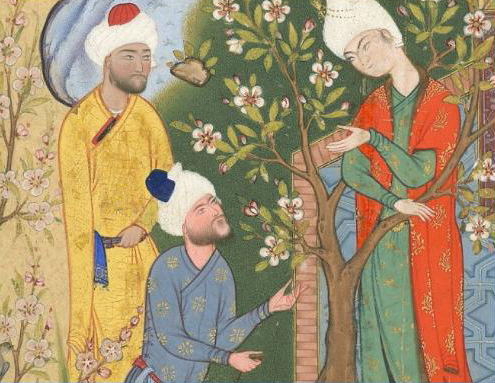
Jongeman in conversatie met kandidaten
Miniatuur uit de Haft Awrang van Jami in het verhaal Een vader geeft zijn zoon raad inzake de liefde. Freer and Sackler Galleries, Smithsonian Institution, Washington D.C.

In het Midden-Oosten is de gelijkgeslachtelijke liefdesconstructie beïnvloed door de geschiedenis en geografische ligging van het gebied. Hellenistische elementen kunnen worden onderkend in het voorkomen van de wijnjongen als symbool voor de homo-erotische liefde. De islam is een andere kracht achter de opvattingen over en het in praktijk brengen van de gelijkgeslachtelijke liefde in het Midden-Oosten. De erkenning van de jeugdige mannelijke schoonheid is in de Koran zelf te vinden: En zij (de moslims) zullen bediend worden door jonge jongens uit hun midden, schoon gelijk maagdelijke paarlen (soera De Berg 24, soera De Onoverkomelijke Gebeurtenis 17 en soera De Mens 19). De islamitische jurisprudentie in haar algemeenheid huldigt de opvatting dat de aantrekking tot mooie jonge mannen normaal en natuurlijk is. Een seksuele daad, van welke aard ook, kan volgens de meeste interpretaties van de sharia alleen een strafbaar feit opleveren als er vier getuigen waren.
De uitingsvormen van de pederastische aantrekking lopen uiteen. Aan het ene uiterste zijn zij zelfs kuis van aard en vinden een plaats in de islamitische mystiek (soefisme). Conservatieve islamitische theologen veroordeelden de gewoonte om de schoonheid van jonge jongens te beschouwen. Hun verdenkingen waren wellicht gerechtvaardigd, aangezien sommige derwisjen er prat op gingen veel meer genoten te hebben dan blikken of zelfs kussen. In weerwil van de tegenwerking der geestelijken is de praktijk in islamitische landen tot voor kort blijven bestaan (Murray en Roscoe, 1997).

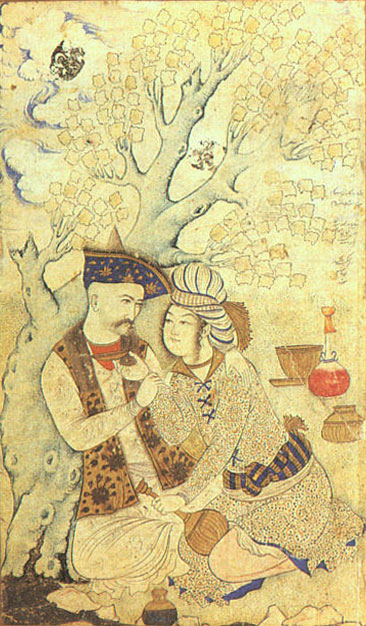
Shah Abbas en een jongen die, onder andere, wijn serveert

In het post-islamitische Perzië, waar volgens Louis Crompton de jongensliefde een spectaculaire bloei kende, werd in kunst en literatuur veelvuldig gebruikgemaakt van de pederastische wending. De liefde van de wijnjongen wordt verheerlijkt, evenzeer als in de schilderijen en tekeningen van kunstenaars als Reza Abbasi (1565 –1635). Westerse reizigers meldden dat zij aan het hof van Abbas I (tussen 1627 en 1629) getuige waren van homo-erotische praktijken. Huizen waar mannelijke prostitutie plaatsvond, amrad chaneh, huizen der baardelozen, waren wettelijk erkend en betaalden belasting.
In het Ottomaanse Rijk vonden relaties tussen mannen en jongens vaak plaats in de vorm van prostitutie. De betrokken prostitués waren hetzij entertainers zoals de köçeks, hetzij masseurs in de hamams, die bekendstonden als tellak. De seksuele handelingen van de Turken waren veelvuldig voorwerp van kritiek van de kant van hun christelijke buren. Er waren ook uitzonderingen. Osman Ağa van Timișoara viel in handen van de Oostenrijkers en schreef in 1688 in zijn memoires dat een Oostenrijkse jongen hem op zekere nacht benaderde met seksuele bedoelingen met de woorden want ik weet wel dat alle Turken pederasten zijn.
Dit Europese idee dat alle Turken pederasten waren, vond wellicht zijn grond in de vaak militaire aard van de contacten met de Ottomaanse Turken. Hoewel het getal der zamparas (mannen die zich tot vrouwen aangetrokken voelden) in de maatschappij groter was dan dat der kulamparas (mannen die zich tot mannen aangetrokken voelden), was de Turkse militaire cultuur, vooral de janitsarencultuur, vooral pederastisch van aard. Jonge christensoldaten die door de Turken gevangengenomen werden, werden dikwijls verkracht en janitsarenregimenten, orta genaamd, gingen vaak schermutselingen aan om de rechten op een jonge, mooie noviet (civelek). Rond 1770 schreef de dichter Âşık Sadık, zich tot de sultan richtend: Lût kavmi döğüşür, put kavmi bozar. Askerin lûtîdir, bil Padişahım (het volk van Lot vecht, het volk der afgoden plundert. Weet, mijn Sultan, dat uw soldaten sodomieten zijn.) Onderzoek naar het op de sharia gebaseerde Ottomaanse strafrecht wijst uit dat aanhoudende sodomie met jongens tegen hun wil een ernstig vergrijp was en dat veroordeelden de doodstraf wachtte.

#### Noord-Amerika
R.F. Burton en anderen verwezen naar het afstotelijk gebruik van sommige stammen (de Koniaga's en de Thinkleets), waarbij de moeder haar mooiste zoon opvoedt alsof hij een meisje was. Als hij tien tot vijftien jaar oud was dan werd hij, inmiddels geheel verwijfd, ten huwelijk of in concubinaat gegeven aan een rijke man. Elders, onder meer op de Aleoeten zou het mannelijk concubinaat veelvuldig voorkomen, maar zou het niet zo alomtegenwoordig zijn. De baardharen van deze jongens werden nauwgezet uitgetrokken zodra de groei begon, hun kin werd getatoeëerd zoals die van een vrouw. In Californië troffen de eerste missionarissen dezelfde praktijk aan en werden de jongens joya genoemd.

#### Meso-Amerika
Bernal Díaz del Castillo meldde in zijn Verovering van Nieuw-Spanje dat pederastische relaties bij de Mexica-volkeren geregeld voorkwamen en dat mannelijke adolescenten, dienstdoende als heilige prostitués, zich in de tempels verzamelden. Zoals de meeste Europeanen in de 16e eeuw gruwelden de conquistadores van de wijdverbreide ingang die seks tussen mannen en jongens in de Azteekse maatschappij had gevonden; zij grepen dit (mede) aan om de uitroeiing van de inheemse maatschappij, religie en cultuur te rechtvaardigen, alsook het in bezit nemen van land en rijkdom. Van alle gebruiken bij de Nahuatl-sprekende volkeren was er maar een dat grotere afkeuring opwekte onder de Spanjaarden in Mexico en dat was het brengen van mensenoffers. Toen de Azteekse beschaving ineenstortte, stierf ook de gewoonte uit.
Hoewel de vroege Maya's vermoedelijk sterke tegenstanders waren van gelijkgeslachtelijke relaties, maakten latere Maya-staten wél gebruik van pederastische praktijken. De invoering ervan werd toegeschreven aan de god Tjin. Een aspect was dat de vader een jongere minnaar zocht voor zijn zoon en Juan de Torquemada meldde dat de straf als de (jongere) partner door een vreemde werd verleid, gelijk stond aan de straf op overspel. Bernal Diaz beschreef een beeldhouwwerk uit de tempels van Kaap Catoche in Yucatán met voorstellingen van mannelijke paren die de liefde bedrijven.

### Moderne constructen
In de loop van de geschiedenis zijn een aantal erotische relaties beschreven waarin het mentorschap van een oudere man over een adolescent een rol speelde. Die verliepen alle in enkele opzichten volgens het patroon van de klassieke pederastie. In sommige gevallen werden beide leden ten slotte bekende historische figuren, terwijl in andere gevallen slechts een hunner die status verwierf.
De artistieke pederastische traditie is voortgezet door kunstenaars als André Gide, Rudyard Kipling, Thomas Mann, Henry de Montherlant, Benjamin Britten, Pier Paolo Pasolini, Fernando Vallejo, William S. Burroughs en Allen Ginsberg.
Na het midden van de 20e eeuw werd het pederastische element in de homo-bevrijdingsbeweging verworpen door het segment van die beweging dat zich tot leeftijdgenoten aangetrokken voelde, in het besef dat maatschappelijke aanvaarding en legitimiteit onmogelijk te bereiken waren tenzij homoseksuele mannen afstand namen van pederasten in het algemeen. Deze houding is bekritiseerd door Camille Paglia en anderen, die haar juist contraproductief achtten en vonden dat zij tot gettovorming van de homoseksualiteit zou leiden.
De openlijke gelijkgeslachtelijke knapenliefde met jongens die de wettelijke leeftijd voor seks hebben bereikt, is toegestaan in die landen waar aan adolescenten halverwege hun tienerjaren de erotische emancipatie is veroorloofd. Maar in geen enkele samenleving dienen zulke relaties tegenwoordig uitdrukkelijk tot het bevorderen van maatschappelijke doelstellingen. Momenteel is er een tendens dat de term pederastie in de nieuwsmedia ten onrechte als synoniem wordt gebruikt voor pedofilie, ook al verwijst dat laatste begrip naar de seksuele aantrekking van volwassenen tot pre-puberale jongens of ook meisjes. Ook efebofilie is een begrip dat van pederastie moet worden onderscheiden.